# Ewelina Januszewska

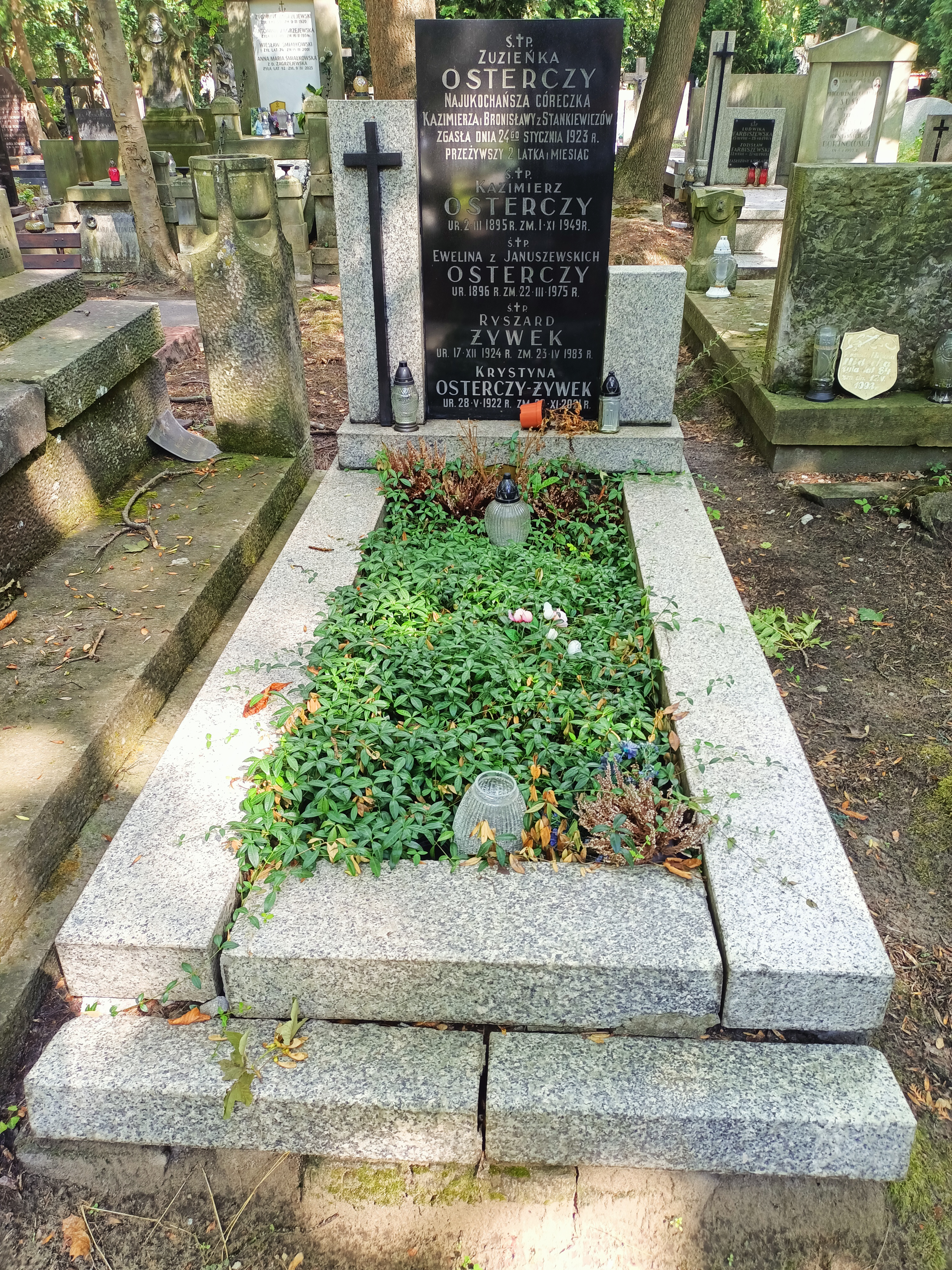
Grób Eweliny Osterczy Januszewskiej na cmentarzu Powązkowskim w Warszawie

Ewelina Januszewska-Osterczyowa (ur. 1896, zm. 22 marca 1975) – polska szachistka.
W okresie międzywojennym należała do ścisłej czołówki warszawskich szachistek. Największe sukcesy odniosła w drugiej połowie lat 30., zdobywając w 1936 r. tytuł mistrzyni Warszawy. Oprócz tego, w 1937 r. zajęła w mistrzostwach tego miasta drugie, a w 1935 r. – czwarte miejsce. W 1935 r. wzięła również udział w pierwszym turnieju o mistrzostwo Polski kobiet, który rozegrany został w Warszawie. W stawce 8 zawodniczek zajęła III miejsce i zdobyła brązowy medal.
Pochowana na Cmentarzu Powązkowskim w Warszawie (kwatera 219, rząd 2, miejsce 13).